# Men (película de 2022)
Men es una película británica de folk horror de 2022 escrita y dirigida por Alex Garland. Sigue a una joven viuda (Jessie Buckley) que se va de vacaciones en solitario a la campiña inglesa, pero se ve perturbada por los hombres de la comunidad (todos ellos interpretados por Rory Kinnear).
La película se estrenó en Estados Unidos el 20 de mayo de 2022, de la mano de A24, y en el Reino Unido el 1 de junio, de la mano de Entertainment Film Distributors. En general, recibió críticas positivas, con elogios dirigidos a las actuaciones de los protagonistas, aunque la historia y enfoque recibieron algunas críticas.

## Argumento
Harper Marlowe decide dejar Londres y pasar unas vacaciones sola en el pequeño pueblo de Cotson, en la campiña inglesa, tras el aparente suicidio de su marido, James. En flashbacks se revela que Harper, harta de los frecuentes arrebatos emocionales de James, pretendía divorciarse de él, lo que le lleva a amenazarla con su suicidio y finalmente a golpearla cuando ella sigue rechazándolo. Harper encierra a James y es testigo de su caída desde un balcón del piso superior y muerte, parcialmente empalado por una verja.
Harper llega a la casa que está alquilando, donde es recibida por su excéntrico pero bienintencionado propietario, Geoffrey, que se la muestra. Más tarde, Harper sale a dar un paseo por el bosque y tropieza con un viejo túnel ferroviario abandonado. Una misteriosa figura aparece en el túnel y comienza a perseguirla, pero ella corre hasta llegar a campo abierto, donde toma una foto con su teléfono móvil, capturando inadvertidamente a un hombre desnudo de pie cerca de un edificio abandonado, observándola. Al día siguiente, mientras Harper está chateando con su amiga Riley, observa al hombre desnudo en su patio, con la cara llena de arañazos ensangrentados. Al darse cuenta de que la puerta principal está abierta, corre a cerrarla, pero el hombre mete la mano por la ranura del buzón. Harper llama a la policía y el hombre es detenido.
Harper visita una iglesia, en cuya pila bautismal hay tallados un Hombre Verde y una Sheela na gig, donde se encuentra a un niño y a un vicario que se parecen a Geoffrey, y este último trata de justificar que James la haya golpeado. Harper, furiosa, se va y en un pub local, donde se encuentra con Geoffrey, uno de los policías (que también se parece a Geoffrey) le informa a Harper, para disgusto de esta, de que el hombre desnudo ha sido puesto en libertad porque no tenían motivos legales para mantenerlo detenido.
Harper se lo cuenta esa noche a Riley y ésta accede a ir por la mañana, para acompañarla en sus vacaciones, pero cuando Harper intenta enviarle la dirección, la señal de su teléfono móvil se interrumpe repetidamente. Ella ve al policía en su patio, pero cuando sus luces parpadean, él desaparece y aparece uno de los jóvenes del pub, que la persigue hasta dentro de la casa. Harper corre a buscar un cuchillo para defenderse y una ventana se rompe en la cocina. Geoffrey llega y descubre que la rotura de la ventana se debe a que un cuervo ha volado contra ella, y lo remata rompiéndole el cuello. Cuando Geoffrey sale al patio, las luces parpadean de nuevo y aparece el hombre desnudo, que vuelve a perseguirla mientras ella corre al interior. Cuando intenta alcanzarla a través de la ranura del buzón, Harper le apuñala en el brazo, pero él consigue liberar el brazo, que el cuchillo le desgarra provocándole una herida muy parecida a la que sufrió James. Tanto el chico como el vicario aparecen en la casa, ambos con heridas similares. El vicario intenta violar a Harper, pero ella le apuñala en el estómago y sale de la casa.
Mientras intenta irse, atropella accidentalmente a Geoffrey, que la saca agresivamente del automóvil, toma el volante y se aleja con el coche antes de dar la vuelta, persiguiendo a Harper antes de estrellarse contra el muro de piedra frente a la casa. El hombre desnudo, ahora con un total aspecto de Hombre Verde, se acerca a Harper, con el tobillo ahora gravemente roto, otra de las heridas en el cadáver de James, y da a luz al niño, que a su vez da a luz al vicario, luego a Geoffrey y finalmente a James. James y Harper se sientan en un sofá en el interior de la casa y comienzan a recordar. Ella le pregunta qué quiere de ella. Él responde que quiere su amor, a lo que ella parece negarse.
Por la mañana, Riley, que está embarazada, llega y sigue un rastro de sangre para encontrar a Harper en el patio, sonriendo.

## Reparto
- Jessie Buckley como Harper Marlowe, una mujer que se va de vacaciones tras un trágico incidente.
- Rory Kinnear como Geoffrey, el propietario de la casa de vacaciones que Harper alquila. Kinnear también interpreta a los numerosos "hombres" del pueblo que Harper visita.
- Paapa Essiedu como James Marlowe, el difunto marido de Harper.
- Gayle Rankin como Riley, la amiga de Harper, con quien habla principalmente por teléfono.
- Sarah Twomey como la oficial Frieda, una amigable oficial de policía.
- Sonoya Mizuno como Operadora de la Policía (voz)

## Producción
El 6 de enero de 2021 se anunció que Alex Garland escribiría y dirigiría una película para A24, con Jessie Buckley y Rory Kinnear en conversaciones para protagonizarla. En cuanto al reparto adicional, The Sunday Times informó de que Paapa Essiedu estaba ensayando con Buckley y Kinnear.
El rodaje comenzó el 19 de marzo de 2021 y estaba previsto que concluyera el 19 de mayo de 2021, en el Reino Unido. El 22 de mayo de 2021, el director de fotografía Rob Hardy dijo que el rodaje había terminado.

## Banda sonora
Men cuenta con una banda sonora original compuesta por sus colaboradores habituales Geoff Barrow y Ben Salisbury, que ya habían trabajado con el director en Aniquilación, Ex_Machina o DEVS.

## Lanzamiento
Men se estrenó en Estados Unidos el 20 de mayo de 2022 de la mano de A24, y en el Reino Unido el 1 de junio de la mano de Entertainment Film Distributors. Se proyectó en el Festival de Cannes en mayo de 2022.

## Recepción

### En salas
En Estados Unidos y Canadá, Men se estrenó junto a Downton Abbey: una nueva era en 2.212 cines. Consiguió 3,3 millones de dólares en su fin de semana de estreno, quedando en quinto lugar en la taquilla.

### Respuesta crítica
En el sitio web de agregación de críticas Rotten Tomatoes, el 76% de las 154 críticas son positivas, con una calificación media de 7/10. El consenso del sitio web dice: "Si su alcance narrativo y temático a veces excede su alcance, las magníficas interpretaciones de un reparto estelar ayudan a Men a sacar el máximo partido de sus provocaciones de terror". Metacritic, que utiliza una media ponderada, asignó a la película una puntuación de 66 sobre 100, basada en 44 críticos, lo que indica "críticas generalmente favorables". El público encuestado por CinemaScore otorgó a la película una nota media de "D+" en una escala de A+ a F, mientras que PostTrak informó de que el 52% de los miembros del público le dieron una puntuación positiva, y el 30% dijo que la recomendaría definitivamente.